# Acanthocephalus anguillae
Acanthocephalus anguillae is een soort haakworm uit het geslacht Acanthocephalus. De worm behoort tot de familie Echinorhynchidae. Acanthocephalus anguillae werd in 1780 ontdekt door Müller.